# Sokolac, Bijelo Polje
Sokolac este un sat din comuna Bijelo Polje, Muntenegru. Conform datelor de la recensământul din 2003, localitatea are 184 de locuitori (la recensământul din 1991 erau 222 de locuitori).

## Demografie
În satul Sokolac locuiesc 151 de persoane adulte, iar vârsta medie a populației este de 42,0 de ani (39,8 la bărbați și 44,4 la femei). În localitate sunt 51 de gospodării, iar numărul mediu de membri în gospodărie este de 3,61.
Populația localității este foarte eterogenă.
|  |

| Demografie | Demografie | Demografie |
| An         | Locuitori  | Locuitori  |
| ---------- | ---------- | ---------- |
|            |            |            |
|            |            |            |
|            |            |            |
|            |            |            |
| 1948       | 354        |            |
| 1953       | 359        |            |
| 1961       | 421        |            |
| 1971       | 423        |            |
| 1981       | 304        |            |
| 1991       | 222        | 221        |
| 2003       | 200        | 184        |

| \| Componența etnică conform recensământului din 2003[2] \| Componența etnică conform recensământului din 2003[2] \| Componența etnică conform recensământului din 2003[2] \| Componența etnică conform recensământului din 2003[2] \| Componența etnică conform recensământului din 2003[2] \| \| ----------------------------------------------------- \| ----------------------------------------------------- \| ----------------------------------------------------- \| ----------------------------------------------------- \| ----------------------------------------------------- \| \| \| \| \| \| \| \| Sârbi \| Sârbi \| \| 100 \| 54,34% \| \| Muntenegreni \| Muntenegreni \| \| 78 \| 42,39% \| \| necunoscută \| necunoscută \| \| 0 \| 0% \| |              |  |     |        |
| Componența etnică conform recensământului din 2003 |              |  |     |        |
| |              |  |     |        |
| Sârbi | Sârbi        |  | 100 | 54,34% |
| Muntenegreni | Muntenegreni |  | 78  | 42,39% |
| necunoscută | necunoscută  |  | 0   | 0%     |